# Alfred Douglas
Lord Alfred Bruce Douglas (22. října 1870 Worcestershire – 20. března 1945 St. Andrews) byl britský básník, překladatel a spisovatel. Proslavil se jako přítel a milenec irského spisovatele Oscara Wilda.

## Životopis
Alfred Douglas byl třetím synem Johna Douglase, 9. markýze z Queensberry, a jeho první manželky Sybil Montgomery. Jako dítěti mu matka dala přezdívku „Bosie“, která mu zůstala po zbytek života.
Alfredův vztah s matkou byl velmi láskyplný; jeho vztah s otcem, kterého současníci popisovali jako agresivního a excentrického, byl napjatý a problematický.
Douglas v letech 1884–1888 navštěvoval Winchester College. V letech 1889–1893 studoval na Magdalen College na Oxfordské univerzitě, studií však nakonec zanechal.
Během svého působení v Oxfordu měl Douglas homosexuální kontakty se spolužáky a prostituty.
V roce 1891 se Douglas setkal s tehdy 37letým spisovatelem Oscarem Wildem. Vztah mezi nimi byl zpočátku přátelský. Wilde poskytl mnohem mladšímu Douglasovi intelektuální stimulaci a uznání, které Douglasovi u jeho otce chybělo. Šest měsíců po jejich prvním setkání se z přátelství vyvinulo partnerství, které trvalo až do Wildeova zatčení v roce 1895. Podle Douglase i Wildea jejich sexuální vztah po krátké době skončil a stal se čistě emocionálním milostným poměrem. Douglas představil Wildea londýnskému polosvětu mužských prostitutů, s nímž starší spisovatel, na rozdíl od svého mladého partnera, neměl žádné předchozí zkušenosti.
Rozdíly existovaly i ve vztahu Alfreda k Wildeovi, které byly často způsobeny jejich odlišnými společenskými vrstvami (šlechta a buržoazie) a s nimi spojeným životním stylem. Zejména společné financování jejich extravagantního životního stylu vedlo k častým konfliktům. V roce 1893 měl Douglas krátký poměr s Georgem Cecilem Ivesem, přítelem ze studií.
V roce 1895 zanechal Alfredův otec, který už dlouho tušil „nemravný“ vztah mezi Wildem a svým synem, ve Wildeově klubu vizitku adresovanou spisovateli s textem „To Oscar Wilde / posing somdomite“ [sic] (Oscaru Wildeovi, pózujícímu somdomitovi). Na Alfredovo naléhání a navzdory radám svých známých podal Wilde na markýze z Queensberry žalobu pro pomluvu. Wilde případ prohrál a sám byl zatčen na základě obvinění ze smilstva. Douglasova báseň Dvě lásky byla použita v Wildeově procesu (báseň končí veršem: „láska, která se neodvažuje vyslovit své jméno“, coby eufemismus pro lásku osob stejného pohlaví, zejména mezi muži). Wilde byl odsouzen ke dvěma letům nucených prací ve vězení.
Douglasovy potenciální morální přestupky byly rovněž právně prošetřeny, ale případné trestní řízení nebylo zahájeno kvůli méně závažné povaze přestupku. Douglas následně opustil Anglii a cestoval po Evropě a do Egypta.
Po Wildeově propuštění z vězení se Wilde a Douglas znovu setkali a několik týdnů žili společně v Neapoli. Poté svůj vztah definitivně ukončili.
V roce 1912 vyšla kniha Arthura Ransomea s názvem Oscar Wilde: A Critical Study. Ransome byl první, kdo zveřejnil, že De Profundis napsaný Wildem ve vězení a vydaný posmrtně, byl dopis adresovaný Douglasovi. Obvinění proti Douglasovi obsažená v dopise vykreslují obraz sobeckého, parazitického člověka. Wilde nikdy za svého života nechtěl text vydat.
V následujících letech Douglas často mluvil o Wildeovi pohrdavě a popíral jakékoli spojení se spisovatelem nad rámec povrchního přátelství. V roce 1918, během svědectví v procesu o pomluvě tanečnice Maud Allanové, Douglas popsal Wildea jako „největší sílu zla, která se objevila v Evropě za posledních 350 let“. Později tohoto chování litoval a jako důvod své nelibosti vůči Wildeovi uvedl sepsání De Profundis.
Po Wildeově smrti v roce 1900 se Douglas seznámil s básnířkou Olive Eleanor Custance. Měli svatbu v roce 1902 a ve stejném roce se jim narodil syn Raymond Wilfred Sholto Douglas (17. listopadu 1902 – 10. října 1964).
V roce 1911 Douglas konvertoval ke katolické víře.
V roce 1923 byl Douglas odsouzen k šesti měsícům vězení za pomluvu. Obvinil Winstona Churchilla ze spojenectví s „židovským spiknutím“, které bylo zodpovědné za smrt britského ministra války Horatia Herberta Kitchenera. Věznění mělo dlouhodobý dopad na Douglasovo zdraví.
Jeho syn Raymond trpěl schizofrenií a v roce 1927 byl přijat do nemocnice St. Andrews, domova pro duševně nemocné. Žil tam až do své smrti v roce 1964.
V roce 1945 Douglas zemřel na srdeční selhání. Byl pohřben vedle své matky na františkánském hřbitově v Crawley v Západním Sussexu.